# Kraljevska cesta
Kraljevska cesta (poznata kao i Perzijska kraljevska cesta) bila je antička prometnica koju je u 5. stoljeću pr. Kr. renovirao i organizirao perzijski vladar Darije I. Veliki iz iranske dinastije Ahemenida. Darije ju je dao izgraditi da olakša komunikaciju diljem golemog Perzijskog Carstva, a cesta se protezala od perzijskog grada Suze do lidijskog Sarda. Udaljenost među dvaju gradovima bila je 2700 km, a glasnici na konjima prelazili su taj put za samo sedam dana. Uspredbe radi, za isto putovanje pješice bilo je potrebno 90 dana, odnosno tri mjeseca. Gradnja tako dugačke i sofisticirane ceste kroz maloazijske planine, asirske pustinje, babilonske močvare i neprohodna područja zapadnog Irana predstavljala je vrhunac antičkog graditeljskog umijeća. 

## Gradovi
Gradovi koje je povezivala Kraljevska cesta utvrđeni su rekonstrukcijom koridora prema pisanjima Herodota. Gledajući od zapada prema istoku, cesta počinje u gradu Sardu iz perzijske satrapije Lidije na istočnoj obali Egejskog mora, odnosno oko 100 km istočno od Izmira u današnjoj Turskoj. Pružajući se prema istoku, cesta prolazi kroz glavni asirski grad Ninivu (današnji Mosul u Iraku), zatim skreće južno prema Babilonu (pokraj današnjeg Bagdada), te konačno ponovo prema istoku u Perziju (današnji moderni Iran); gdje se grana u gradove Suzu, Pasargad i Perzepolis.

## Koridori
Kraljevska cesta se dijeli na 7 glavnih koridora (111 etapa, 2700 km):
1. Kroz Lidiju i Frigiju proteže se ukupno dvadeset etapa, ukupne dužine 520 km.
2. Poslije Frigije, cesta slijedi rijeku Kizil u blizini koje postoje dobro čuvana vrata kroz koja se mora proći uoči prelaska preko rijeke.
3. Nakon dolaska u Kapadociju cesta se proteže na 28 etapa ukupne dužine 572 km, i dolazi do granica Cilicije.
4. Prilikom puta kroz Ciliciju dolazi se do dvaju vrata dobro osiguranih elitnom stražom. Nakon prolaska kroz iste slijedi dio od tri etape ukupne dužine od 85 km.
5. Nakon Cilicije cesta vodi kroz Armeniju, koju od Cilicije razdvaja plovna rijeka Eufrat. U Armeniji postoje mnoga odmorišta i gostionice, cesta se dijeli na 15 etapa dužine 310 km. Sigurosne stanice nalaze se na svakih nekoliko desetaka kilometara.
6. Cesta potom prolazi Medijom u kojoj postoje 34 etape ukupne dužine 753 km. Kroz Mediju protežu se četiri plovne rijeke koje su se mogle prijeći isključivo trajektima.
7. Zadnji koridor proteže se kroz 11 etapa odnosno 234 km kroz središnju Perziju i prelazi preko rijeke Karhe, te konačno završava u gradovima Suzi, Pasargadu i Perzepolisu.[1]

## Povijest Kraljevske ceste

### Asirsko doba
Budući da Kraljevska cesta ne prati najkraće ili najlakše etape između najvažnijih gradova Perzijskog Carstva, arheolozi vjeruju kako su najzapadniji dijelovi ceste građeni doba asirskih kraljeva, jer se cesta tim dijelom proteže kroz njihovo carstvo.

### Perzijsko doba
Unatoč postojanju nekih segmenata Kraljevske ceste prije doba Ahemenidskog Perzijskog Carstva, Darije I. Veliki smatra se njenim graditeljem i organizatorom. Nitko prije njega nije uspio povezati tako udaljena područja, poboljšati ih nabijenim šljunkom i organizirati postavljanjem odmorišta i sigurosnih jedinica diljem Kraljevske ceste. Glavna cesta dužine je 2700 km i služila je kao poštanska i trgovačka prometnica, dok su postojale i mnoge sporedne ceste za priključenje ili opskrbu. Istočni dijelovi ceste koji se nalaze u današnjem Iranu nisu spomenuti u Herodotovim dijelima jer se njegova percepcija Perzijskog Carstva zasnivala uglavnom iz gledišta jonskih Grka sa zapada carstva. Ipak, istočni dijelovi ceste koji se protežu kroz centralni Iran bili su važne trgovački putovi, te su kasnije postali dijelom opće poznatog Puta svile.

### Rimsko doba
Kraljevska cesta izgrađena u doba Darija Velikog odnosno u 6. stoljeću pr. Kr. bila je tolike kvalitete da je korištena i u rimsko doba za vrijeme Trajana ili Hadrijana, gotovo 700 godina kasnije.

### Moderno doba
Danas postoje samo ostaci perzijske Kraljevske ceste pa je teško definirati precizne etape, no i dan danas postoji nekoliko relativno očuvanih mostova poput onog u Diyarbakıru u današnjoj Turskoj.

## Popularna kultura
- Spominje se kako je grčki matematičar Euklid na zahtjev kralja Ptolemeja I. da mu pokaže jednostavniji način učenja matematike, odgovorio: „Ne postoji Kraljevska cesta za geometriju“.
- Charles S. Peirce u svome djelu „Kako učiniti naše ideje jasnijima“ iz 1878. kaže: „Ne postoji Kraljevska cesta za logiku, a prave i vrijedne ideje mogu biti stvorene samo pri cijeni velikog opreza“. Taj esej prihvatio je William James kao glavni temelj filozofske škole pragmatizma.
- Sigmund Freud koristi sličnu frazu kada snove opisuje kao „Kraljevsku cestu do nesvijesti“.
- Programer softwarea Fred Brooks također koristi sličnu frazu u kontekstu: „Ne postoji Kraljevska cesta, ali postoji cesta“.
- Grčki povjesničar Herodot navodi: „Ništa na svijetu ne putuje brže od perzijskih glasnika“, te dodaje kako ih „niti snijeg, niti kiša, niti vrućina, niti mrak ne sprječavaju u krajnjim brzinama putovanja“, što je postalo neslužbenim sloganom Američke pošte.[3]

## Poveznice
- Ahemenidsko Perzijsko Carstvo
- Darije I. Veliki
- Sard
- Suza
- Put svile

## Vanjske poveznice
- Kraljevska cesta, Livius.org  Arhivirana inačica izvorne stranice od 29. lipnja 2011. (Wayback Machine)
- Kraljevska cesta, IranChamber.com